# Dixie Lee
Dixie Lee (eigentlich Wilma Winifred Wyatt, * 4. November 1909 in Harriman, Tennessee; † 1. November 1952 in Holmby Hills, Los Angeles) war eine US-amerikanische Schauspielerin und Jazzsängerin.

## Leben
Lee wirkte ab Ende der 1920er-Jahre als Schauspielerin, Tänzerin und Sängerin in mehreren Hollywood-Produktionen unter der Regie u. a. von David Butler, Sidney Lanfield, Norman Z. McLeod, Elliott Nugent und Frank Tuttle mit. Daneben nahm sie 1935 mit dem Swing-Bandleader Orville Knapp auf (Got Me Doin' Things/My Heart Is an Open Book, Decca Records).  Sie war seit 1930 mit Bing Crosby verheiratet; der Ehe entstammen vier Kinder, Gary Crosby, die Zwillinge Dennis und Phillip, und Lindsay. Sie starb 1952 an Ovarialkarzinom. Kurz vor ihrem Tod war sie in die römisch-katholische Kirche eingetreten.
Der Crosby-Biograf Gary Giddins beschreibt Lee als schüchterne, zurückgezogene Person, die wie ihr Mann alkoholkrank war.

## Filmographie (Auswahl)
- 1929: Fox Movietone Follies of 1929 (Regie: David Butler)
- 1929: Why Leave Home? (Regie: Raymond Cannon)
- 1929: Harmony at Home (Regie: Hamilton MacFadden)
- 1930: Let's Go Places  (Regie: Frank R. Strayer)
- 1930: The Big Party (Regie: John G. Blystone)
- 1930: Cheer Up and Smile (Regie: Sidney Lanfield)
- 1931: No Limit (Regie: Frank Tuttle)
- 1931: Night Life in Reno (Regie: Raymond Cannon)
- 1934: Manhattan Love Song (Regie: Leonard Fields)
- 1935: Love in Bloom (Regie: Elliott Nugent)
- 1935: Redheads on Parade (Regie: Norman Z. McLeod)